# Орлова Марина Вікторівна
Мари́на Ві́кторівна Орло́ва (нар. 25 березня 1986, П'ятигорськ) — російська акторка театру і кіно, сценаристка, продюсерка, співачка, композиторка, поетеса, теле- і радіоведуча. Громадська діячка, посол доброї волі.
Член гільдії акторів Голлівуду SAG-AFTRA і гільдії композиторів і сценаристів в Італії SIAE. Марина Орлова активно працює в країнах Європи, Азії та США.
У російському кінематографі відома як виконавиця ролей другого плану і епізодичних у низці відомих стрічок.

## Біографія

### Ранні роки
Марина Орлова народилася 25 березня 1986 року в П'ятигорську. Родина Орлових була багатодітною та малозабезпеченою. Мама Марини — Орлова Людмила Павлівна — вчителька французької та німецької мови. Батько — Віктор Костянтинович Орлов — музикант-акордеоніст.
Співати Марина почала раніше, ніж говорити. Вже в ранньому дитинстві у неї виявили абсолютний музичний слух, вона могла повторити почуту мелодію. У ранні роки Орлова володіла своєрідним низьким голосом, не властивим дітям.
У три роки Марина написала свою першу пісню «Колискова». Через 20 років пісня прозвучала в телесеріалі «Рідні люди».

### Шкільні роки
Марина Орлова пішла у звичайну загальноосвітню школу П'ятигорська. Почувши виконання нею на роялі власної пісні, директор музичної школи взяв Марину серед навчального року до свого закладу без іспитів. Незабаром Орлова представляла цю школу на музичному конкурсі «Висхідна зірка», де посіла перше місце.
Після Орлову стали запрошувати на міські конкурси й концерти. Почали виходити газети з фотографіями талановитої дівчинки.
Один з клубів П'ятигорська «Золотий палац» запросив 9-річну Марину на роботу. І протягом року дівчинка працювала співачкою, щодня після школи виступаючи у вечірньому концерті. У вихідні Орлова працювала на дитячих ранках. Зароблені гроші дівчинка відкладала в скарбничку. Вона мріяла купити музичний центр, і вже в 10 років здійснила свою мрію!
До 11 років Марина Орлова закінчила з відзнакою класичну музичну школу за прискореною програмою і вступила до вокально-джазової школи, де займалася вокалом. До того часу в дівчинки вже було декілька власних пісень, вона мріяла записати сольний альбом.
Першого акторського досвіду Марина набула, граючи в П'ятигорську в команді КВК. Її наставником і першим учителем був студент Семен Слєпаков, який писав сценарії для скетчів, а грала їх Марина. У 2001 році Орлова удостоїлася премії «Міс КВН» як найбільш артистична дівчинка Ставропольського краю.
Батьки не сприймали захоплення доньки серйозно і після закінчення середньої школи відправили Марину вчитися в Інтеграл на швачку-мотористку. Але 1 вересня Марина не прийшла на навчання в училище, а повернулася до своєї школи. За один рік Орлова закінчує відразу два класи 10 і 11 екстерном, протягом року підробляє на Російському радіо ведучою. Начитує рекламу і далі співає на вечірках, випускних, ювілеях. Заробивши 200 доларів за цей період, Марина купила квиток на поїзд і вночі виїхала до Москви в пошуках своєї мрії.

### Москва і театральний виш
У 2002 році Марина Орлова вступила до школи-студії МХАТ і стає студенткою курсу Ігоря Золотовіцького. Під Новий рік підробляла Снігуронькою на дитячих ранках. Як особливо талановиту студентку Олександр Калягін нагороджує Марину додатковою стипендією від передачі «Магія театру».
Через рік ректор ТІ імені Щукіна Володимир Етуш написав листа на ім'я ректора школи-студії з проханням перевести студентку Орлову до їхнього навчального закладу.
У 2003 році студентка переводиться в інститут Щукіна на курс професора Володимира Петровича Поглазова. Її майстрами і наставниками стають: Василь Лановий, Володимир Етуш, Олександр Ширвіндт, Ніна Дорошина, Алла Казанська, Михайло Авшаров, Варвара Ушакова, Андрій Дрознін, Євген Князєв.
Її дипломний спектакль «Ешелон» став лауреатом Московського міжнародного фестивалю студентських та післядипломних вистав «Твій шанс».
У 2006 році Марина Орлова з відзнакою закінчила Щукінське вище театральне училище і отримала червоний диплом за спеціальністю акторка театру і кіно. Орлова й далі навчалася в «Щуці» й стала магістром театральної майстерності.

### Театр і антрепризи
Після закінчення театрального інституту Орлова була розподілена в театр імені Станіславського. Але незабаром покинула його.
Найбільш пам'ятною виставою в житті акторки стає «Курсантський блюз» (за п'єсою американської «Білоксі-блюз»), в якому Орлова грає відразу дві ролі — Дейзі і Равенна. Спектакль мав успіх, він був поставлений учасниками серіалу «Кадетство» (Кремлівські курсанти) і виконувався на гастролях по Росії.

### Кіно і серіали
З 2007 року Марина Орлова почала свою кар'єру в кінематографі.
Свою першу головну роль вона зіграла в художньому фільмі «Охламон». Популярність здобула після виходу на каналі «Росія» серіалу «Рідні люди», куди потрапила випадково.
Паралельно Орлову затверджують на головну роль у молодіжному серіалі «Барвіха» на ТНТ.
Орлову запрошували на зйомки до Китаю, потім до Франції.

## Огляд творчості
Дебют Марини Орлової стався в 1995 році на сцені Театру музичної комедії (нині театр Оперети). Будучи ще студенткою Театрального інституту імені Бориса Щукіна, Орлова була помічена режисером Тетяною Воронецькою і запрошена зіграти епізодичну роль в історичній мелодрамі Натурниця,
яка брала участь у конкурсній програмі 18-го кінофестивалю Кінотавр.Наступного року Орлова була запрошена зіграти головну роль Світлани у фільмі «Охламон», де виконала пісню. Відомою акторка стала в 2008 році після виходу на екрани сімейної саги «Рідні люди», на каналі Росія, де зіграла головну роль Ольги Кузнєцової.
У 2008 році Марина була помічена Станіславом Говорухіним, який знімав мелодраму «Пасажирка» з Анною Горшковою в головній ролі, але спеціально для Марини Орлової режисер дописав епізодичну роль Ніни Марківни, що з'являється у фіналі фільму на кілька хвилин. Картина здобула головний приз «Велика золота тура» на фестивалі «Вікно в Європу» у Виборзі та інші нагороди. Згодом Орлова знялася в ролях другого плану ще в декількох картинах Говорухіна, в тому числі в детективі «Weekend», у якому проявила свої вокальні дані.
З 2009 року Орлову почали запрошувати на зйомки за кордон. Китайський режисер Ю Сяо Ґань запропонував Орловій головну роль у картині «Останній секрет Майстра». Так само нею була написана одна з музичних тем фільму
. Незабаром акторка виїхала в США на два роки, спершу грала невеликі другорядні ролі, але в 2014 Орлова отримує головну роль у голлівудському фільмі «White crows» Грає в парі з Еріком Робертсом у фільмі про Френка Сінатра «Frank and Ava».
, виконала роль Мерилін Монро.
. Після цієї ролі Орлову прийняли в гільдію акторів Голлівуду SAG-Aftra. Паралельно в Росії Орлова знімається в кіно, грає в театрі, а також періодично бере участь у концертах зі своїми піснями. Став популярним її виступ на сцені Кремлівського палацу з піснею Карузо в супроводі Неаполітанського оркестру та італійського співака Ренцо Арбор.
У жовтні 2012 року Марина Орлова провела еротичну фотосесію і під заголовком «Без прикриття» дала велике інтерв'ю журналу «Максим», де міркувала про секрети своїх творчих успіхів і повідомила про симпатії до Скарлетт Йоханссон, Мерилін Монро і Демі Мур.
За кінокар'єру Орлова вже зіграла близько 40 ролей у фільмах як акторка, написала близько 80 пісень, деякі з яких звучали у фільмах за її участі, вона є продюсеркою двох картин і сценаристкою однієї. Італійський короткометражний фільм англійською мовою «Привіт! Я продюсер Вуді Аллена» є авторською роботою Орлової, в якій вона виступила як сценаристка, продюсерка, композиторка і акторка. Прем'єра фільму відбулася на 69-му Каннському кінофестивалі
, пізніше фільм Орлової став учасником 38-го Московського міжнародного кінофестивалю.
Картина була визнана кращим короткометражним фільмом Італії і здобула Гран-прі «золотий кінь» Леонардо Да Вінчі на міжнародному кінофестивалі в Мілані.
Крім кіно і музичних робіт, Марина Орлова відома як теле- і радіоведуча декількох програм. Була однією з постійних ведучих пізнавальної телепередачі «Хочу знати з Михайлом Ширвіндтом» на Першому каналі. Вела авторську передачу «Стиль життя» на радіостанції Мегаполіс ФМ, програму про екстремальний спорт на каналі Discovery. Орлова деякий час була російським голосом Квіринальского палацу в Римі, особою французького благодійного фонду соціально-культурного розвитку Club De Chance. Була призначена послом доброї волі італійської благодійною організацією «Марія Диомира», при підтримці Ватикану, в програмі допомоги дітям Кенії і будівництва школи мистецтв.

## Радіо- і телеведуча
Крім кіно, Орлова вирішила освоїти ще одну професію і пішла працювати на радіо «Мегаполіс ФМ» ведучою авторської програми «Стиль життя».
У студію прямого ефіру Марина запрошувала своїх колег-артистів, режисерів, продюсерів, співаків і музикантів, спортсменів, письменників та інших творчих особистостей. Працювала на Першому каналі в передачі Михайла Ширвіндта «Хочу знати». За сюжетом телепередачі в пошуках відповіді на запитання телеглядачів Орлова вирушала в різні куточки світу.

## Музика
Орлова написала понад 80 пісень.
Марина стала співпрацювати з композиторами Росії і зарубіжжя, серед тих, хто звернув на неї увагу, були Віктор Чайка, Горан Брегович.
Орлова склала пісню: «Я стану сильною без тебе» для російської співачки Анжеліки Агурбаш, яка стала для співачки пророчою і викликала великий скандал у пресі.
Також Орлова написала й виконала декілька саундтреків до фільмів («Останній секрет майстра», «Охламон», «Братани»).
Пісня Марини Орлової «Нам, напевно, не треба» була взята в ротацію на радіостанціях 1 січня 2013 року.

## Особисте життя
Марина Орлова неодружена.
Преса називала Орлову «останньою музою» сатирика Михайла Задорнова, з яким її з 2013 року пов'язували творчі і ділові стосунки, спільні виступи на сцені, гастролі і зйомки художнього фільму.

## Освіта
- Музична школа по класу фортепіано
- Естрадно-джазова школа по класу вокалу
- Надійшла в школу-студію МХАТ в 2002 р. (курс Земцова, Золотовіцького)
- Закінчила ТИ їм. Б. Щукіна в 2006 р. (курс Ст. Поглазова) акторський факультет
- Магістратура кафедра акторського мистецтва ТИ їм. Б. Щукіна (А. Казанська)
- Акторська школа Лі Страсберга (The Lee Strasberg Theatre & Film Institute), Лос-Анджелес, США, акторський факультет, 2011 р. — Майстер курсу Аль Пачіно.

## Театральні роботи
- «Ешелон» — режисер В. Поглазов, роль — Лена (вистава посіла перше місце на театральному фестивалі «Твій шанс»)
- «Ніч перед Різдвом» — режисер М. Цитриняк, ролі — Цариця, Дячиха, Козачка
- «З коханими не розлучайтеся» — режисер М. Малиновський, роль — Лариса Кирилашвили
- «Надриви» («Брати Карамазови») — режисер Ю. Авшаров, роль — Грушенька
- «Вовки і вівці», роль — Глафіра

## Фільмографія
1. 2014 — Білі ворони —  Наташа
2. 2014 — Курінь на дереві —  Мерилін Монро
3. 2014 — Чи не такий молодий —  Енні
4. 2014 — Умільці —  Ольга, нова дружина Глинського
5. 2013 — Weekend —  співачка Мері
6. 2012 — Під прикриттям —  Барбі
7. 2011 — Завжди говори Завжди-7 —  Ліза
8. 2011 — Золоті (телесеріал) —  Тетяна Липкина
9. 2010 — Інтерни — епізод, 6 серія
10. 2010 — Маргоша — Світлана Юріївна, тимчасовий триденний секретар в редакції «МЗ» (2-й сезон), з 219-ї серії — помічниця у відділі «Мода» (3 сезон)
11. 2010 — Останній секрет Майстра —  Олена
12. 2009 — Кремлівські курсанти —  Ніка
13. 2009 — Жінка-зима —  Оля
14. 2009 — Барвиха —  Тетяна Липкина , головна роль
15. 2008 — Стиляги —  комсомолка
16. 2008 — Терміново в номер 2 —  Тетяна
17. 2008 — Рідні люди (Україна) —  Оля Кузнєцова , головна роль
18. 2008 — Проклятий рай-2 —  Роза
19. 2008 — Пасажирка —  Ніна Марківна
20. 2008 — Висяки —  Оля
21. 2007 — Сваха —  Настя
22. 2007 — Всіх хлопців звуть Костя
23. 2007 — Охламон —  Світу , головна роль
24. 2007 — Натурниця —  Аня, племінниця пані
25. 2007 — Громови. Будинок надії —  перекладачка Лариса
26. 2004 — Самара-містечко —  студентка